# 離れ

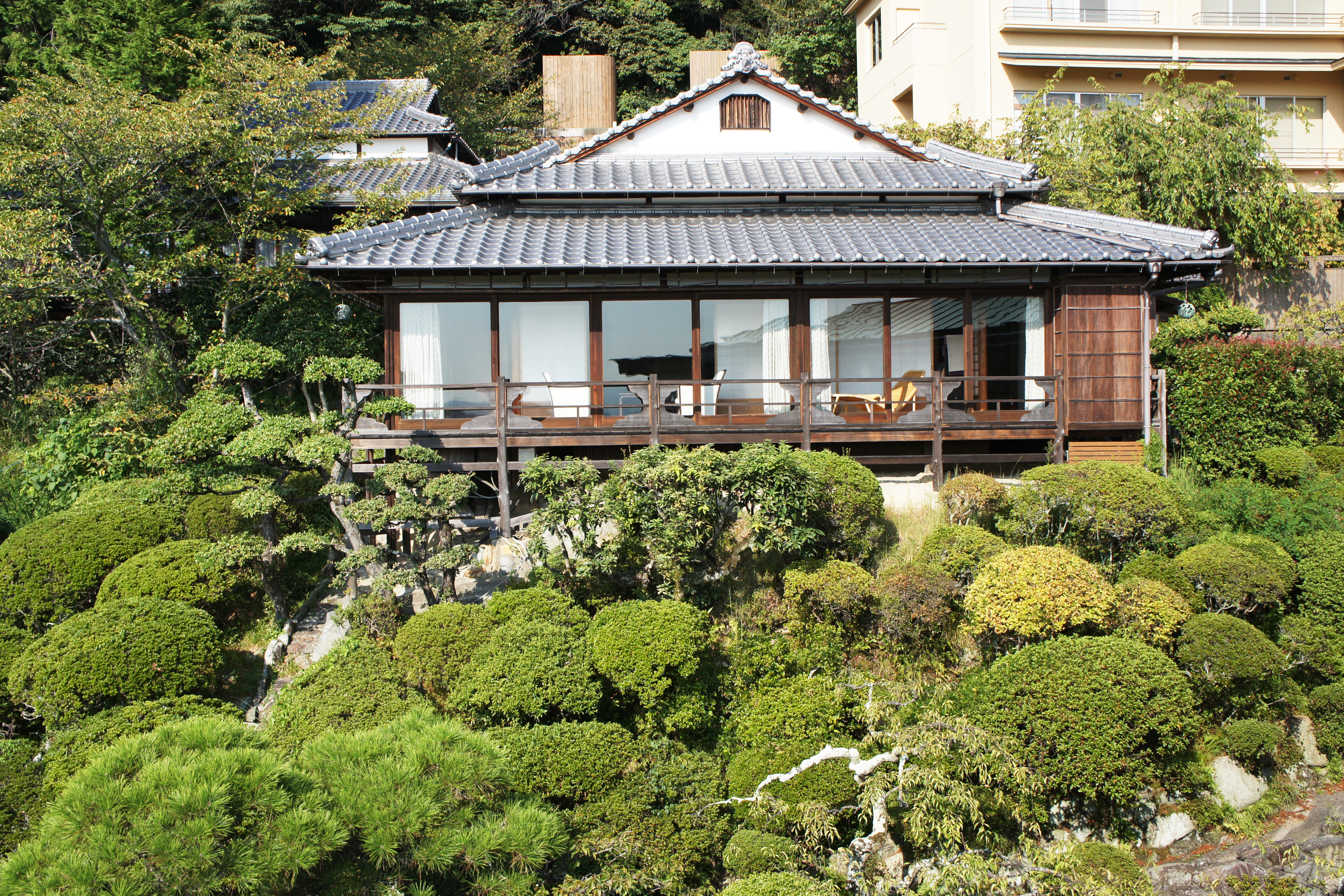
老舗旅館の離れの客室（琴平花壇）

離れ（はなれ）とは、一定の広さをもった敷地内において、主たる建物である母屋（おもや）に対し従たる建物として母屋から離れた場所に存在する建物である。離れ座敷（はなれざしき）、離れ家（はなれや）ともいう。

## 概説
日本の旅館において、主たる宿泊棟（本館等）から離れて別途設けられた、本館等に比して小規模な宿泊棟を離れと称することがある。1組もしくはごく少数の宿泊客のみが泊まれる棟として存在し、本館等に比べ高級感を付したサービスとなっていることがある。
また、フロント機能や事務機能をもった建物と宿泊機能が完全に分離され、客室が全て離れになっている例も見られる。
料亭等の料理店においても同様に、フロント・事務棟以外、もしくは主屋のほかに、離れ座敷を設けている例がある。

## 離れの例（文化財として保護されているもの）
- 熊谷家住宅 離れ座敷（山口県） - 文化庁 文化遺産オンライン
- 加藤家住宅離れ座敷（兵庫県） - 姫路市
- 竹崎家住宅（旧高田家）離れ（高知県） - 文化庁 文化遺産オンライン
- 奥村土牛美術館及び離れ（長野県） - 八十二文化財団
- 羽田八幡宮社務所離れ等（愛知県） - 文化財ナビ愛知